# Високошвидкісна залізниця Пекін-Шеньян
Швидкісна залізниця Пекін — Шеньян — високошвидкісна залізнична лінія Китайських високошвидкісних залізниць між Пекіном та Шеньяном, столицею провінції Ляонін. Лінія має 705 км завдовжки. Роботи розпочато в 2010 році, але були призупинені та поновлені в 2014 році Введена в експлуатацію у грудні 2020.
Кошторисна вартість проекту — 124,5 млрд юанів
Залізниця є складовою Високошвидкісної залізниці Пекін-Харбін. Друга складова — високошвидкісна залізниця Харбін-Далянь (904 км)
Лінія має максимальну проектну швидкість 350 км/год, хоча регулярні сполучення працюють приблизно зі швидкістю 250—300 км/год. Час у дорозі між Шеньяном та Пекіном скоротився з 4 годин до 2 годин 17 хвилин.

## Зупинки
1. Пекін-Північний (кит.: 北京站)
2. Сінхо (кит.: 星火站), Чаоян (Пекін)
3. Шуньї-Західний (кит.: 顺义西站)
4. Гуайжоу-Південний (кит.: 怀柔南站)
5. Міюнь-Східний (кит.: 密云东站)
6. Сінлун-Західний (кит.: 兴隆西站)
7. Ченде-Південний (кит.: 承德南站)
8. Пін'юань-Північний (кит.: 平泉北站)
9. Нюхелян (кит.: 牛河梁站)
10. Хацзо (кит.: 喀左站)
11. Чаоян-Північний (кит.: 朝阳北站)
12. Бейпяо-Східний (кит.: 北票东站)
13. Фусинь-Північний (кит.: 阜新北站)
14. Хейшань-Північний (кит.: 黑山北站)
15. Синьмінь-Північний (кит.: 新民北站)
16. Шеньян (кит.: 沈阳站)